# Нововладыкинский проезд
Нововлады́кинский проезд — улица в районе Отрадное Северо-Восточного административного округа города Москвы. Проходит от Савёловского направления Московской железной дороги до тупика в районе религиозного комплекса «Новый Иерусалим».

## Название
Назван в 1986 году по бывшему подмосковному селу Новое Владыкино. Название перенесено с одного из четырёх упразднённых Нововладыкинских проездов (до 1961 года — 1—4-й Церковные), находившихся близ станции Владыкино Малого кольца Окружной железной дороги.

## Описание
Нововладыкинский проезд проходит вдоль реки Лихоборка и парка «Отрада».
Западная часть улицы начинается в месте пересечения с перспективным проектируемым проездом № 1566 вблизи Савёловского направления МЖД и проходит на восток. Справа к нему примыкает конец Гостиничной улицы, после этого дорога кончается съездом между Алтуфьевским шоссе и Сигнальным проездом.
Восточная часть начинается у съезда с другой стороны Алтуфьевского шоссе рядом с Лихоборскими воротами и также проходит на восток. Справа примыкает проектируемый проезд № 5443. Проезд заканчивается тупиком в районе Духовно-просветительского комплекса российских традиционных религий в Отрадном, также известного как «Новый Иерусалим».

## Учреждения и организации
- 6 — Московский завод автомобильных резиновых изделий № 10;
- 8 — торговый комплекс «Красивый дом»; журнал «Потребитель».

## Общественный транспорт

### Внеуличный транспорт

#### Станцииметро
- Окружная
- Владыкино

#### СтанцииМосковского центрального кольца
- Окружная
- Владыкино

#### Железнодорожные станции и платформы
- Окружная

### Наземный транспорт

#### Автобусы
- 238:  Окружная — Нововладыкинский проезд —  Владыкино —  Отрадное —  Бабушкинская — Станция Лосиноостровская
- 282:  Войковская —  Петровско-Разумовская —  Окружная — Нововладыкинский проезд —  Бибирево — Улица Корнейчука

#### Электробусы
- 154:  ВДНХ —  Владыкино — Нововладыкинский проезд —  Окружная —  Верхние Лихоборы — Платформа Грачёвская